# Боштан Юрій Анатолійович
Ю́рій Анато́лійович Боштан — солдат Збройних сил України.

## Бойовий шлях
Навідник-оператор БТРа, 51-ша бригада.
23 липня 2014 року комбриг Павло Пивоваренко на околиці Сєвєродонецька віддав наказ командиру БТРа Павлові Плужнику увійти до Лисичанська та зайняти оборону. На підтримку рушив танк Макарова та БМП із десантним розрахунком підполковника Василя Спасьонова, бійці Нацгвардії. У танку, в складі якого, крім Макарова, були механік Олексій Колян та навідник-оператор Боштан, було лише 3 кумулятивні снаряди, за 10 хвилин встигли з іншого танка перебрати ще 15 набоїв. Танк, БМП та 30 піхотинців почали входити до міста. БМП пошкодило мінометним обстрілом, танкісти цього не побачили та рушили вглиб Лисичанська.
У ході міського бою танкісти знищили ворожий БРДМ і 5 бойовиків. Знищено також 4 мінометні розрахунки та снайпера — загалом до 40 бойовиків. Завершивши бій, танкісти повернулися до БМП, там лежав поранений командир з Нацгвардії, два вбитих гвардійці, підполковник Спасьонов ховався біля дороги від пострілів ворожого кулемета. У дальшому бою важко поранений Богдан Макаров, тіло Василя Спасьонова знайшли через тиждень.
У мирний час проживає в Хотинському районі.

## Нагороди
21 жовтня 2014 року — за особисту мужність і героїзм, виявлені у захисті державного суверенітету та територіальної цілісності України, вірність військовій присязі під час російсько-української війни, відзначений — нагороджений орденом «За мужність» III ступеня.